# Oblisco Capitale
De Oblisco Capitale is een voorgestelde wolkenkrabber in de Nieuwe Administratieve Hoofdstad van Egypte. De wolkenkrabber werd in 2018 aangekondigd als onderdeel van de Egypt Vision 2030, met als doel het hoogste bouwwerk ter wereld te worden met een hoogte van 1000 meter.
Het project Oblisco Capitale is ontworpen door het Egyptische architectonische ontwerpbureau IDIA, dat gevestigd is in Gizeh, Egypte. Het gebouw is ontworpen in de vorm van een oud-Egyptische obelisk, omgeven door een waterweg die lijkt op de rivier de Nijl. Zoals voorgesteld zal Oblisco Capitale 165 verdiepingen tellen, met onder meer woningen en hotelappartementen. Het voorstel omvat ook verschillende hotels, winkelcentra, bioscopen, woningen, recreatiecentra, commerciële centra en medische centra.

## Locatie
Het Oblisco Capitale is gepland in het centrale zakendistrict van de Nieuwe Administratieve Hoofdstad, vlak bij de Centrale Ringweg.

## Ontwerp
De architectuur van de toren is geïnspireerd op zowel de oud-Egyptische als de art-decostijl. De afmetingen van de Oblisco Capitale verwijzen naar die van de oude Egyptische obelisk. Het ontwerp bevat raampartijen, geïnspireerd op de art-decostijl, die draaien naar de hellingshoek van de zon, waardoor de warmte gedurende de dag wordt verminderd. De rivier de Nijl is vertegenwoordigd in het ontwerp van het project via het kanaal dat de hoeken van het project met elkaar verbindt.
Het patroon op de gevel van de toren is geïnspireerd op het Egyptische lotusbloemontwerp dat in het oud-Egyptische tijdperk werd gebruikt; een bloem die al duizenden jaren langs de Nijl in Egypte groeit en waarvan algemeen bekend is dat deze een grote rol heeft gespeeld in de Egyptische beschaving van de oudheid.